# كارل كروجر
كارل كروجر (بالإنجليزية: Karl Kroeger)‏ هو عالم موسيقى وملحن أمريكي، ولد في 13 أبريل 1932.

## وصلات خارجية
- كارل كروجر على موقع ديسكوغز (الإنجليزية)